# Questo non è un cane
Questo non è un cane è l'ottavo album in studio del rapper italiano Claver Gold, pubblicato il 16 settembre 2022. Il 5 aprile 2024 è stata pubblicata una riedizione dell'album, intitolata Questo non è un cane / Domo, contenente due tracce inedite e tredici remix.

## Tracce
Testi di Daycol Emidio Orsini e Gian Flores, musiche di Gian Flores, eccetto dove indicato.
1. Intro – 1:16
2. Quelli come noi – 3:01
3. Boloricordo (feat. Bader Dridi) – 3:34
4. Malastrada – 3:11
5. Mai più (feat. Davide Shorty) – 2:35 (testo: Davide Sciortino, Daycol Emidio Orsini e Gian Flores)
6. Horror Vacui – 3:50
7. Nak Su Kao – 2:07
8. Il coraggio di dirti – 2:46
9. Josephine (feat. Valter Guidi) – 3:15
10. Rainbow – 3:19
11. Gitana – 3:06
12. Sapori e sostanza (feat. Tormento) – 3:05 (testo: Daycol Emidio Orsini, Gian Flores e Massimiliano Cellamaro)
13. Fragole e miele – 3:15
14. Domenica – 3:15
15. Il cuore di un cane (feat. File Toy, Stephkill) – 3:04 (testo: Daycol Emidio Orsini, Gian Flores, Matteo Grilli e Stefano Cossetti)
16. Dopo di noi – 3:15
17. Outro (feat. DJ Fastcut) – 1:19

Questo non è un cane / Domo
1. Intro – 1:16
2. I miei cani – 2:50
3. Con i miei brothers – 3:53
4. Quelli come noi - Domo Version (feat. Il Turco) – 3:01
5. Boloricordo - Domo Version (feat. Bader Dridi & Brenno Itani) – 3:33
6. Malastrada - Domo Version (feat. Kenzie Kenzei) – 3:09
7. Mai più - Domo Version (feat. Davide Shorty & SPH) – 2:35
8. Horror Vacui - Domo Version (feat. Mattak) – 3:49
9. Nak Su Kao - Parte 2 - Domo Version (feat. Danno & Kaos) – 2:59
10. Il coraggio di dirti - Domo Version (feat. Dutch Nazari) – 2:47
11. Josephine - Domo Version (feat. Valter Guidi & Djomi) – 3:14
12. Rainbow - Remix - Domo Version (feat. Bleach) – 3:14
13. Gitana - Domo Version (feat. Chiky Realeza) – 3:03
14. Sapori e sostanza (feat. Tormento) – 3:05
15. Fragole e miele - Domo Version (feat. Murubutu) – 3:14
16. Domenica - Domo Version (feat. Moder) – 3:12
17. Il cuore di un cane (feat. File Toy, Stephkill) – 3:04
18. Dopo di noi - Domo Version (feat. Ugo Crepa) – 3:14
19. Outro (feat. DJ Fastcut) – 1:19

## Classifiche
| Classifica (2022) | Posizione massima |
| ----------------- | ----------------- |
| Italia            | 13                |